# Silvervingar

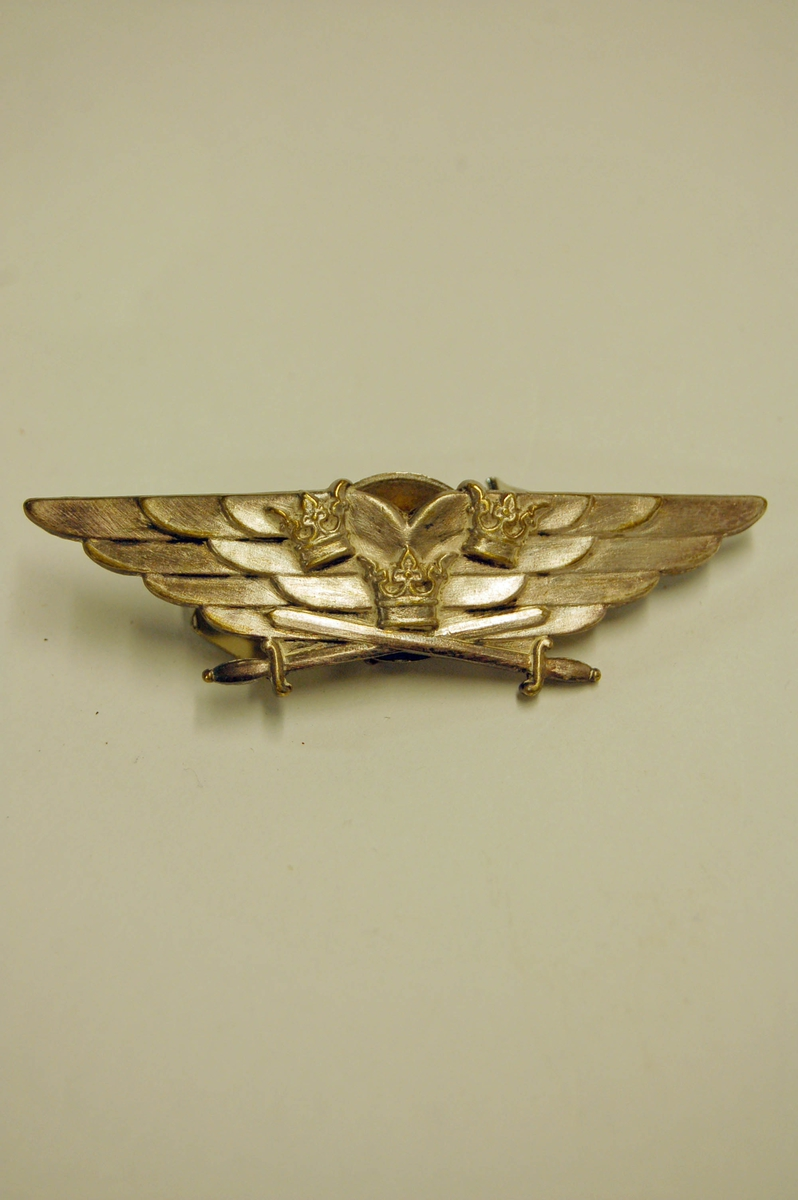
Flygförarmärke m/36 silver.

Silvervingar är ett militärt flygarmärke m/36 som i stället för att vara guldförgyllt försilvrades, enligt Flygvapenorder Nr 41. 15 maj 1940. Silvervingar blev även benämningen på de civila piloter, som ställde upp som frivilliga värnpliktiga flygförare i det svenska Flygvapnet vid andra världskrigets utbrott. 

## Tilldelning
Efter godkänd utbildning vid någon av Flygvapnets reservflygskolor tilldelades de numrerade försilvrade flygarmärke m/36. Märket var formgivet av Erik Fleming. Vid den första ceremonin där vingarna delades ut läste flygvapenchefen general Friis upp ett skrivet tal:
Eftersom jag anser att ni ej är fullvärdiga flygare i Flygvapnet kommer ni ej att få de vanliga guldvingarna. I stället kommer ni att få försilvrade vingar. Några sådana har ej hunnit framställas utan kommer att tillställas er senare.

## Bland silvervingsflygarna märks
- Torvald Andersson
- Gustaf-Mauritz Armfelt
- Erik Bratt
- Staffan Alm[3]
- Gustav Lönnbergh
- Anders Gernandt
- Per Gibson
- Olle Malmsten
- Bengt Olow
- Lennart Ståhlfors
- Torsten Scheutz
- Olof Gidlund

## Reservflygskolor
- 1939/40 Flygvapnets Reservflygskola - maj 1940 examinerades 32 silverflygare, generalen Friis höll ett tal där han lät meddela att de skulle de komma att tilldelas "försilvrade vingar".
- 1940 Reservflygskola II - 10 juli 1940 examinerades 54 silverflygare. Vid examen närvarade dåvarande CFV, generalen Friis och flygstabschefen översten Nordenskiöld.
- 1940 Reservflygskola III - 19 oktober 1940 examinerades 60 silverflygare
- 1941 Flygreservskola-41 - 24 oktober 1941 då 54 elever fick ta emot sina silvervingar.
- 1942 Flygreservskola-42 - 21 oktober 1942 utexaminerades 50 silverflygare med utdelning av silvervingar ur general Nordenskiölds hand.
- 1943 Flygreservskola-43 - 1 februari 1943 utexaminerades 53 silverflygare efter nio månaders GFU.
- 1944 Flygreservskola-44 - 19 oktober 1944 utexaminerades 35 silverflygare från Flygreservskolan på Eslövs flygplats i Eslöv.